# Viessmann

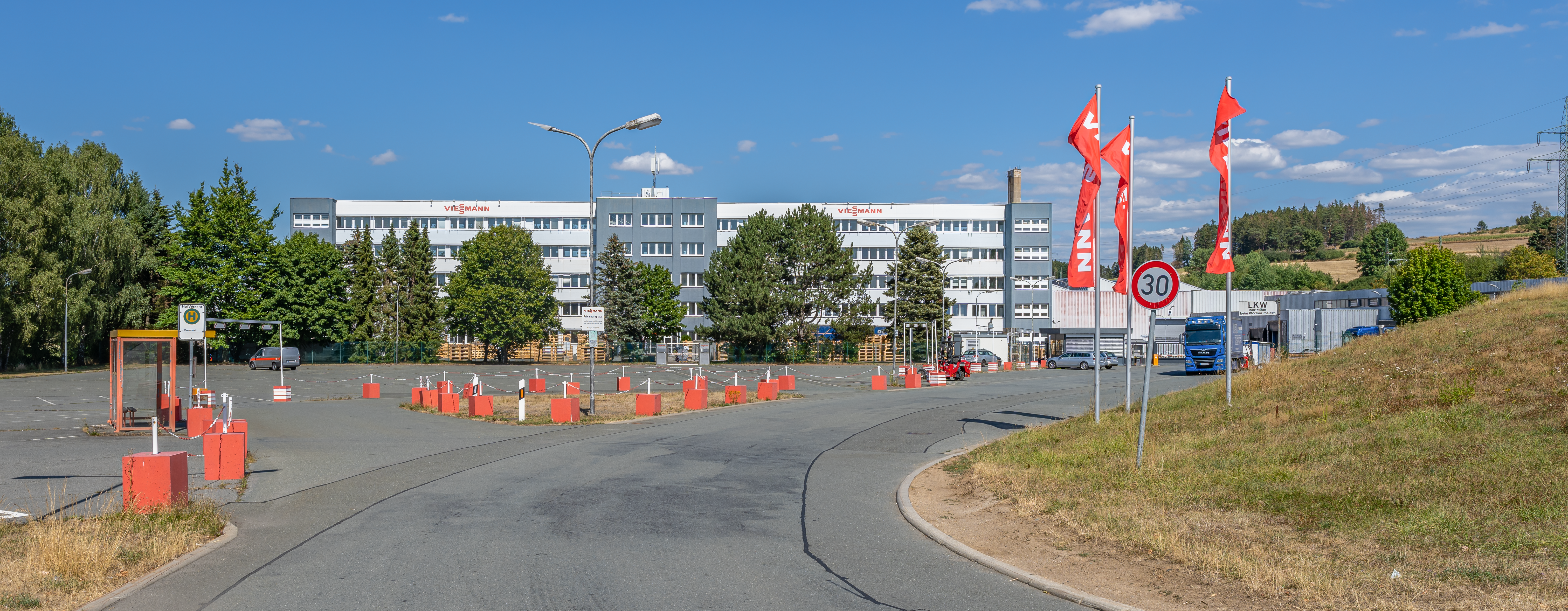
Der Standort der Viessmann-Group an Hans Viessmanns Geburtsort Hof (Saale)

Die Viessmann Generations Group GmbH & Co. KG (ehemals Viessmann Group GmbH & Co. KG) ist ein 1917 gegründeter Hersteller von Heiztechnikprodukten sowie Klima- und Kühlsystemen. Viessmann ist mit 22 Produktionsgesellschaften in 12 Ländern, 68 Vertriebsgesellschaften in 31 Ländern und 120 Verkaufsniederlassungen vertreten.
Im April 2023 übernahm der US-amerikanische Konzern Carrier Global für 12 Mrd. Euro den größten Teil von Viessmann.

## Hintergrund
Johann Viessmann gründete das Unternehmen im Jahr 1917. 56 Prozent des Umsatzes entfielen 2019 auf das Ausland.

Viessmann-Messestand auf der ISH 2017 in Frankfurt/Main

Nach dem Verkauf des Geschäftsfelds Klima- und Kühllösungen ist Viessmann noch in den Bereichen Investment, Real Estate und VC/O tätig. Viessmann Investment erschließt mit gezielten Akquisitionen im Mittelstand Wachstumspotenziale sowie neue Märkte. Viessmann Real Estate beschäftigt sich mit Immobilien, Hotels und Gastronomie. VC/O ist Viessmanns Digitaleinheit, welche Entwicklungen hinsichtlich Digitalisierung und neuen Geschäftsmodellen beobachtet und gestaltet. Zur VC/O gehört unter anderem der Maschinenraum in Berlin, der dazu gedacht ist, den deutschen Mittelstand zusammenzubringen. Seit 2016 betreibt Viessmann in Berlin auch die Firma Builder wattx.
Im September 2016 startete Viessmann ein Informations- und Ratgeberportal, das sich gezielt an Endanwender wie Neubauer und Modernisierer richtet.
Viessmann Investment hält Beteiligungen am polnischen Hersteller Kospel, der Durchlauferhitzer, Elektrokessel und Warmwasserspeicher produziert, Pewo (Spezialist für Wärmeübergabestationen im Bereich der Nah- und Fernwärme mit Sitz in Dresden) und dem Installations- und Service-Anbieter für komplexe Heizzentralen Thermowise in Südafrika. Außerdem befindet sich auch LämpöYkkönen (Komplettanbieter für Wärmepumpen in Finnland), der österreichische Elektro- und Infrarotheizungshersteller Etherma sowie der britische Onlinehändler für Viessmann Produkte und Ersatzteile Viessmann Direct in Großbritannien im Portfolio der Viessmann Investment.
Anlässlich des 100-jährigen Firmenjubiläums wurde 2017 ein neues Forschungs- und Entwicklungszentrum am Hauptsitz in Allendorf im Beisein der Bundeskanzlerin Angela Merkel eingeweiht. Mit einem Volumen von 50 Millionen Euro stellt das sogenannte Technikum die größte Einzelinvestition der Unternehmensgeschichte dar.
2018 errichtete das Unternehmen neben seinem Sitz in Allendorf einen Solarpark zur Deckung von bis zu 7 Prozent des unternehmenseigenen Strombedarfs. Die Anlage besitzt eine Leistung von 2 MW und wurde ohne staatliche Förderung gebaut. Finanziert wird das Projekt stattdessen über den Eigenverbrauch der elektrischen Energie.
2022 kündigte das Unternehmen an, binnen 3 Jahren eine Milliarde Euro in Entwicklung von und Produktionskapazitäten für Wärmepumpenheizungen investieren zu wollen. Mit den Wärmepumpen sollten sowohl der Klimaschutz im Gebäudesektor vorangetrieben werden als auch die Abhängigkeit von fossilen Energieimporten reduziert werden.
Am 25. April 2023 gab das Unternehmen die Übernahme des Geschäftsbereichs Klimalösungen durch den US-amerikanischen Konzern Carrier Global bekannt. Am 2. Januar 2024 gab Carrier den Abschluss der Transaktion bekannt. Unter der Leitung von CEO Thomas Heim soll der übernommene Geschäftsbereich zu einem der wesentlichen Treiber der Wachstumsstrategie von Carrier bei Klimalösungen im Wohn- und Gewerbesegment in Europa werden. Der Hauptsitz des Unternehmens bleibt in Allendorf (Eder). Der Geschäftsbereich Klimalösungen, zu dem auch die Wärmepumpenproduktion zählt, machte 85 Prozent des Umsatzes von Viessmann aus. Der Kaufpreis belief sich auf 12 Milliarden Euro, vorbehaltlich möglicher Anpassungen, zahlbar in bar und in Aktien von Carrier. Das Familienunternehmen wurde durch Abschluss der Transaktion einer der größten Anteilseigner von Carrier. Maximilian Viessmann, CEO der Viessmann Gruppe, wurde neues Mitglied des Verwaltungsrats von Carrier.

## Produkte
Auf rein technischer Seite umfasst das Produktsortiment Wärmeerzeuger mit einer Leistung von 1 kW bis 120 MW. Dazu gehören bodenstehende und wandhängende Heizkessel für Öl und Gas in Niedertemperatur- und Brennwerttechnik, Mikro-Kraft-Wärme-Kopplungs-Systeme (KWK-Systeme) mit PEM-Brennstoffzelle und Blockheizkraftwerke sowie regenerative Energiesysteme wie Wärmepumpen, Solarsysteme und Heizkessel für nachwachsende Rohstoffe. Viessmann bietet folgende Produkte an:
- Heizkessel
  - gas- oder ölgefeuert
  - als Holzheizung (Scheitholz oder Pellets)
  - als Brennwertkessel
- Solarheizung
- Photovoltaik
- Wärmepumpen
- Kontrollierte Wohnraumlüftung
- Klimatechnik
- Blockheizkraftwerke und Mikro-Kraft-Wärme-Kopplungs-Systeme (Mikro-KWK-Systeme) auf Basis PEM-Brennstoffzelle bzw. Stirlingmotor
- Heizkörper
- Großwasserraumkessel für Industrieanwendungen (Heißwasser, Dampf und überhitzter Dampf)
- Regelungstechnik, Automatisierungstechnik und Kommunikationstechnik
- Kühlsysteme für gewerbliche Anwendungen
- Eisspeicher
- Digitale Services zur nahtlosen Vernetzung mit Produkten und Systemen[14]

## Sponsoring
Viessmann tritt in diversen Wintersportarten als Sponsor auf und unterstützt Sportler als Markenbotschafter. Im Biathlon gehören Sven Fischer, Laura Dahlmeier, Denise Herrmann, Franziska Hildebrand, Benedikt Doll und Arnd Peiffer zum Team, außerdem die Nordischen Kombinierer Eric Frenzel und Johannes Rydzek, die Skispringerin Katharina Althaus und die Skispringer Stephan Leyhe, Richard Freitag, Markus Eisenbichler und Constantin Schmid. Im Jahr 2010 stieg Viessmann für drei Jahre als Namenssponsor vom Kiefer Racing Team in der Moto2 ein. Seit September 2017 ist das Unternehmen außerdem Werbepartner des Panasonic Jaguar Racing Teams in der FIA-Formula-E-Weltmeisterschaft und seit 2019 Regionalpartner des FC Bayern München in China und Hongkong.

## Auszeichnungen
- Umweltschutzpreis für die Industrie – 1994 (Für den schadstoffarmen MatriX-Strahlungsbrenner)[20]
- ASU-Umweltpreis – 1998 (Für hervorragende Leistungen von Viessmann im Bereich umweltbewusste Unternehmensführung)[20]
- IF Produkt Design Award – 1999, 2004, 2007, 2008, 2011, 2019[20]
- red dot design award – 2001, 2002, 2004, 2007, 2010, 2012, 2013[20]
- Internationaler Designpreis Baden-Württemberg – 2002, 2010[20]
- Deutscher Nachhaltigkeitspreis – 2009, 2011, 2013 (Deutschlands nachhaltigste Produktion/Marke, Sonderpreis „Ressourceneffizienz“)[21][22][23]
- Energy Efficiency Award – 2010 (Energetische Optimierung eines Produktionsstandortes)[24]
- Testsieger bei Stiftung Warentest – 2010 (Vitodens 300-W)[20]
- B.A.U.M. Umweltpreis – 2011 (Herausragendes Engagement für Umweltschutz und nachhaltige Entwicklung)[20]
- Focus Designpreis – 2011 (Gold: Für Speicherprogrammierbare Steuerung Vitocontrol, Silber: Für Fernbedienung Vitotrol 300 RF)[20]
- Energy Globe Award – 2012[25]
- REDcert-Zertifizierung und die Auszeichnung Biogaspartnerschaft – 2015 (Power-to-Gas Anlage in Allendorf (Eder))[20]
- „Schlauer Fuchs“ der Berufsgenossenschaft Holz und Metall – 2015[20]
- „Trophée des Usines“ – 2016 (Für ThermProtect in den Flachkollektoren Vitosol 200-FM und 100-FM)[20]
- Sonderpreis für Innovation und Klimaschutz der Deutschen Gaswirtschaft – 2016 (Für Verfahren der biologischen Methanisierung des Viessmann Unternehmens microbEnergy GmbH)[20]
- Rudolf-Diesel-Medaille des Deutschen Instituts für Erfindungswesen e. V. (DIE): Kategorie „Nachhaltigste Innovationsleistung“ – 2017 (Für bedeutende Persönlichkeiten, Unternehmen und Organisationen der deutschen Innovationsszene des Viessmann Tochterunternehmens microbEnergy GmbH)[20]
- Deutschen Innovationspreis für Klima und Umwelt (IKU-Award): 1. Platz in der Kategorie „Prozessinnovationen für den Klimaschutz“ – 2018 (Energiesystem ESyCool green der Viessmann Kühlsysteme GmbH)[20]
- Produkt des Jahres: Kategorie „Wärmepumpen“ – 2019 (Vitocal 200-A und 222-A)[20]
- Fachpartner des Jahres – 2019[20]
- Designplus Award – 2019 (Für Vitodens 300 und Vitovalor PT2)[20]
- IF Gold Design Award – 2019 (Für Vitodens 300-W)[20]
- Plus X Award – 2019 (Für Vitovalor PT2)[20]
- „Beste Marke des Jahres“ für Brennstoffzellen-Heizgeräte – 2019[20]
- IF Gold Design Award – 2021 (Für Vitocal Wärmepumpe)[26]
- Der Brancheninformationsdienst markt intern kürte Viessmann zum 15. Mal in Folge zum Handelspartner Nr. 1.[27]